# 日本文化振興会
一般社団法人日本文化振興会（にほんぶんかしんこうかい）とは、1971年に桟勝正により創設された民間の顕彰団体である。任意団体として創設され、有限会社組織を経て、2015年に一般社団法人格を取得した。

## 組織
1971年に桟勝正が大阪市西区にて日本文化振興会を創立した。桟勝正が初代理事長に就任し、初代総裁に東久邇稔彦を迎えた。設立目的を「日本文化の振興推進によって、日本文化普及ならびに国際文化の向上を進め、国際親善と友好を目指すとする。」としている。
現在は総本部を東京都中央区銀座8-8-15 青柳ビル8階に置き、伏見博明が第5代総裁に就いている。総裁とは別に会長職が置かれ、現在は第11代目の八山元が務める。

## 主業務
主たる業務の内容として顕彰制度を行っている。
- 国際アカデミー賞
- 国際芸術文化賞
- 社会文化功労賞

その他、国際文化栄誉賞等の様々な名称の賞が存在し、それぞれの賞において記章を授与している。

## 歴代総裁
- 初代総裁：東久邇稔彦（旧皇族、第43代内閣総理大臣）
- 2代総裁：梨本徳彦（旧皇族）
- 3代総裁：松井康矩（元リベリア共和国名誉総領事）
- 4代総裁：六條有康（元子爵、元南九州短期大学学長）
- 5代総裁：伏見博明（旧皇族）

## 関連組織・団体
- 新日本美術院
- 世界婦人平和促進財団
- 国際学士院大学